# 長賡
長賡，字笏臣，汉军正黄旗人，清朝政治人物、道光丙午科举人出身。
光绪元年十二月初四，由前山东按察使调任廣西按察使。光绪五年正月二十（1879年2月10日），升任河南布政使。